# Abraxas diaphana
Abraxas diaphana är en fjärilsart som beskrevs av W. Warren 1893. Abraxas diaphana ingår i släktet Abraxas och familjen mätare. Inga underarter finns listade i Catalogue of Life.